# Abeid Karume

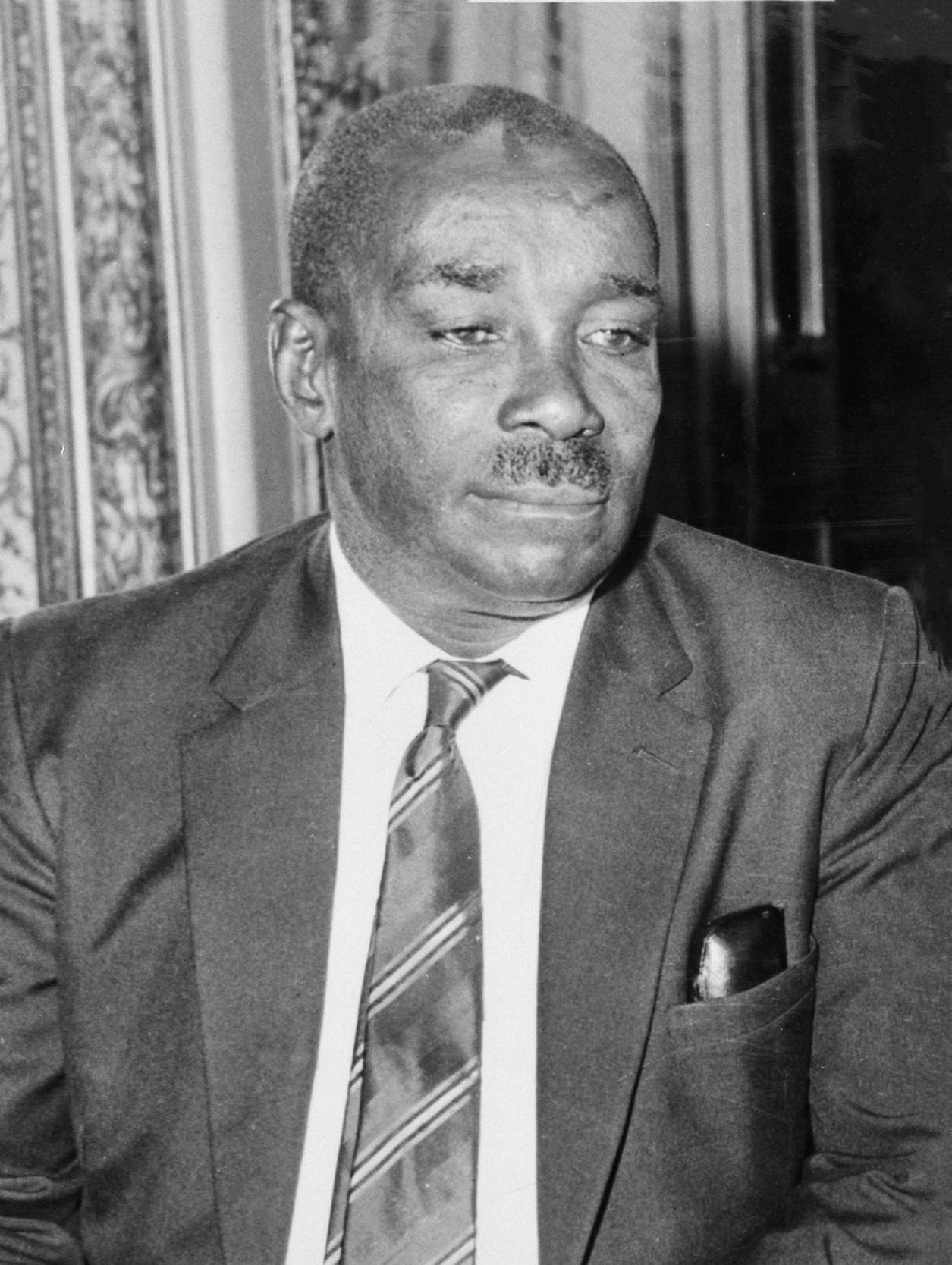
Abeid Karume in 1964

Sjeik Abeid Amani Karume (Mwera, 1905 - Dar es Salaam, 7 april 1972), was een staatsman uit Zanzibar en Pemba.  
Waarschijnlijk was Karume de zoon van een slavin uit Rwanda-Burundi. Hij had alleen lager onderwijs gevolgd. In 1920 werd hij zeeman en klom later op tot kwartiermeester. In 1934 was hij een van de oprichters van de African Association (Afrikaanse Associatie), die nauw verbonden was met de Tangajikaanse African National Union (TANU) van de latere Tanzaniaanse president Julius Nyerere. De African Association bestreed zowel het Britse kolonialisme als het bewind van de sultan van Zanzibar. Daarnaast stond de associatie een politiek van pan-Afrikanisme voor en richtte zij zich vooral op de niet-Arabische bevolking van Zanzibar en Pemba. In 1938 richtte hij de Motorboot Vakbond op. In 1957 werd de naam van de African Association gewijzigd in de Afro-Shirazi Unie (ASU). De ASU vertegenwoordigde vooral de belangen van de Shirazi bevolkingsgroep, die voornamelijk op Pemba wonen. In 1961, aan de vooravond van Zanzibars onafhankelijkheid werd de ASU omgevormd tot een politieke partij. 
De ASU won de verkiezingen van 1963. In januari 1964 pleegde sjeik Karume een staatsgreep waarna de monarchie werd afgeschaft en het Sultanaat Zanzibar de Volksrepubliek Zanzibar en Pemba werd. De ASU werd de enige toegestane partij. Sjeik Karume werd de eerste president. Voor buitenlandse hulp wendde Karume zich tot de Sovjet-Unie en later China. De landhervormingen maakten een einde aan het grootgrondbezit en het vrijgekomen land werd onder de landloze boeren verdeeld.
Desondanks was Karume impopulair vanwege zijn autoritaire regeringsstijl. Wat zijn populariteit verder ondermijnde was de unie tussen de Republiek Tanganyika en de Volksrepubliek Zanzibar en Pemba in 1964, waaruit de Republiek Tanzania ontstond. Dit werd door veel inwoners van Zanzibar en Pemba gezien als verraad. 
Veel inbreng had de Tanzaniaanse president Julius Nyerere niet in het beleid van zijn vicepresident Karume in Zanzibar (dat sterk afweek van dat van de nationale regering) en Karume bleef dan ook tot 1972 dictator van Zanzibar. In 1972 werd hij vermoord door een groep die claimde de democratie op Zanzibar te willen herstellen. Sjeik Aboud Jumbe volgde hem op.
Zijn zoon Amani Abeid Karume is in de periode 2000-2010 ook president van Zanzibar geweest.